# Quai 54
Le Quai 54 (stylisé Quai54) ou Quai 54 World Streetball Championship est une compétition de streetball qui se déroule tous les ans à Paris depuis 2003, généralement sur deux jours. La compétition réunit des joueurs professionnels et amateurs, français et étrangers. Elle comprend aussi des concours sportifs (dunk et tir à trois points) et est devenu un événement plus large avec des concerts et des animations liées aux cultures urbaines.

## Historique

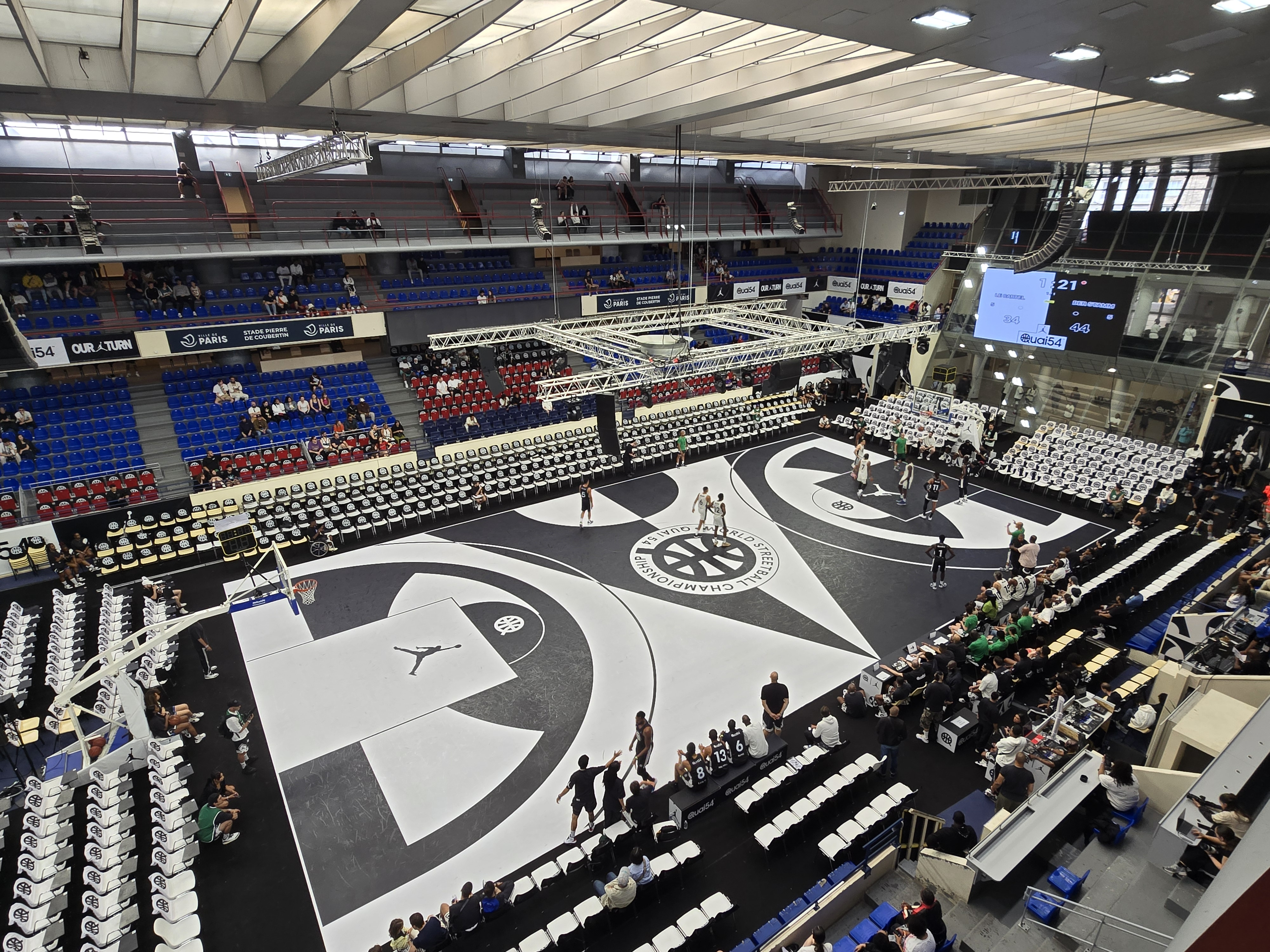
Quai 54, édition 2024 au stade Pierre-de-Coubertin.

L'évènement sportif est créé en 2003 par le joueur de basket-ball amateur Hammadoun Sidibé et les entrepreneurs Thibaut de Longeville et Almamy Soumah.
La première édition est lancée à Levallois-Perret sur le terrain du Quai 54 (d'où il tire son nom), puis les suivantes se déroulent à la Halle Georges-Carpentier où se rassemblent près de 1 000 spectateurs. Le tournoi se fait connaître lorsqu’il s'installe à la Porte Dorée/Charenton, c’est là que les premiers joueurs évoluant en NBA (Evan Fournier, Boris Diaw…) vont faire leurs premières apparitions.
Pour sa dixième édition en 2012, la compétition a eu lieu sur le Champ de Mars. En 2014, comme en 2011, la compétition a eu lieu au Parvis des Droits-de-l'Homme (Trocadéro), au pied de la Tour Eiffel.
En 2016, l'événement est annulé par la préfecture de police pour cause d'état d'urgence et il le sera aussi en 2020 pour cause de pandémie de Covid-19.
En 2025, pour les vingt ans de l'événement, le Quai 54 se définit comme « le plus grand tournoi de streetball au monde » avec un tournoi masculin (16 équipes, 14 nations représentées et 160 joueurs professionnels et amateurs), un tournoi féminin (8 équipes et 80 joueuses professionnelles et amatrices) et un tournoi U15 élite (32 joueurs). La Fusion, équipe la plus titrée, y a de nouveau remporté le titre chez les hommes.
Le marque Nike Air Jordan (Jordan Brand) est un partenaire historique de l'événement. Chaque édition récente est accompagnée d'une ligne de vêtement pour l'occasion. Ce partenariat permet aussi la présence de joueurs de la National Basketball Association (NBA) — Par exemple Victor Oladipo, Jabari Parker et Kemba Walker en 2017 et Dennis Schröder notamment en 2025 —, généralement sponsorisés par la marque.

## Palmarès
| Année | Lieu                                           | Vainqueur homme                                                                             | Vainqueur femme                                | Meilleur joueur (MVP)                          |
| ----- | ---------------------------------------------- | ------------------------------------------------------------------------------------------- | ---------------------------------------------- | ---------------------------------------------- |
| 2025  | Court Suzanne-Lenglen (Stade Roland-Garros)    | La Fusion                                                                                   | Der Stamm (de)                                 | Nadir Hifi                                     |
| 2024  | Stade Pierre-de-Coubertin                      | Hoodmix                                                                                     | ?                                              | Allan Dokossi                                  |
| 2023  | Stade Roland-Garros                            | La Fusion,                                                                                  | ?                                              | Nadir Hifi                                     |
| 2022  | Centre sportif Émile-Anthoine (Champ-de-Mars)  | La Fusion,                                                                                  | ?                                              | Nadir Hifi                                     |
| 2021  | Parvis des Droits-de-l'Homme (Trocadéro)       | Le Cartel,                                                                                  | ?                                              | Mathias Lessort                                |
| 2020  | Annulation pour cause de pandémie de Covid-19. | Annulation pour cause de pandémie de Covid-19.                                              | Annulation pour cause de pandémie de Covid-19. | Annulation pour cause de pandémie de Covid-19. |
| 2019  | Centre sportif Émile-Anthoine (Champ-de-Mars)  | La Fusion                                                                                   | ?                                              | Bandja Sy                                      |
| 2018  | Pelouse de Reuilly                             | Child of Africa                                                                             | ?                                              | Bismack Biyombo et Andrew Albicy               |
| 2017  | Pelouse de Reuilly                             | Finale entre La Fusion et Yard La Relève interrompue à la mi-temps pour cause d'intempérie. | ?                                              | -                                              |
| 2016  | Annulation pour cause d'état d'urgence.        | Annulation pour cause d'état d'urgence.                                                     | Annulation pour cause d'état d'urgence.        | Annulation pour cause d'état d'urgence.        |
| 2015  | Place de la Concorde                           | YARD La Relève                                                                              | ?                                              | Jordan Aboudou                                 |
| 2014  | Parvis des Droits-de-l'Homme (Trocadéro)       | Hood Mix                                                                                    | ?                                              | Lamine Kante                                   |
| 2013  | ?                                              | ?                                                                                           | ?                                              | ?                                              |
| 2012  | Champ-de-Mars                                  | La Fusion                                                                                   | ?                                              | Amara Sy                                       |
| 2011  | Parvis des Droits-de-l'Homme (Trocadéro)       | La Relève                                                                                   | ?                                              | Souarata Cissé                                 |
| 2010  | ?                                              | La Fusion                                                                                   | ?                                              | ?                                              |
| 2009  | ?                                              | La Fusion                                                                                   | ?                                              | Mamoutou Diarra                                |
| 2008  | ?                                              | La Fusion                                                                                   | ?                                              | Steed Tchicamboud                              |
| 2007  | ?                                              | Sean Bell A.S                                                                               | ?                                              | ?                                              |
| 2006  | Porte de Charenton                             | Team 77                                                                                     | ?                                              | Raphaël Desroses                               |
| 2005  | ?                                              | ProLeps                                                                                     | ?                                              | Amara Sy                                       |
| 2004  | ?                                              | Zikfi                                                                                       | ?                                              | ?                                              |
| 2003  | Terrain quai 54 (Levallois-Perret)             | ?                                                                                           | ?                                              | ?                                              |

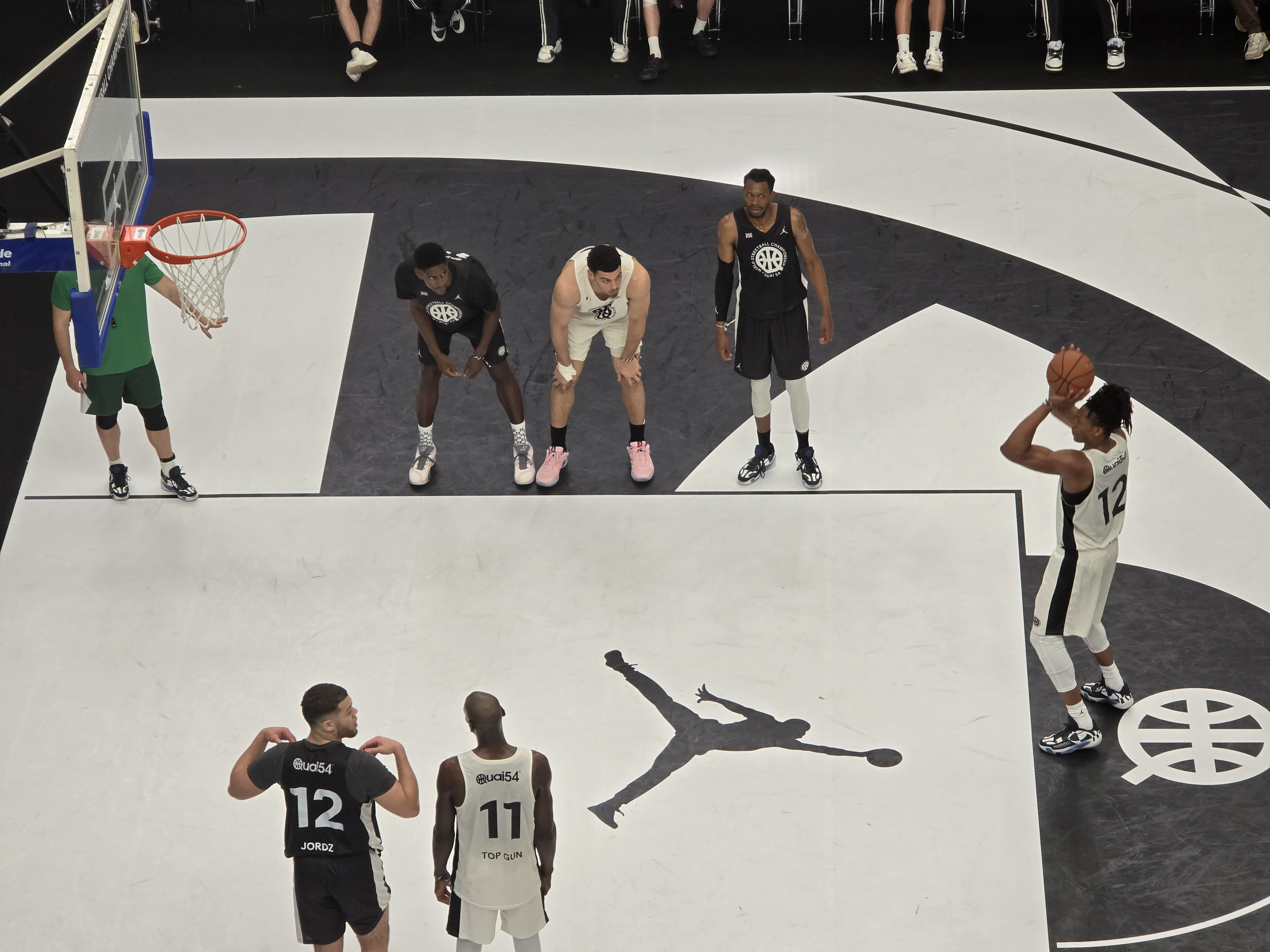
Yves Pons lors du Quai 54, édition 2024.
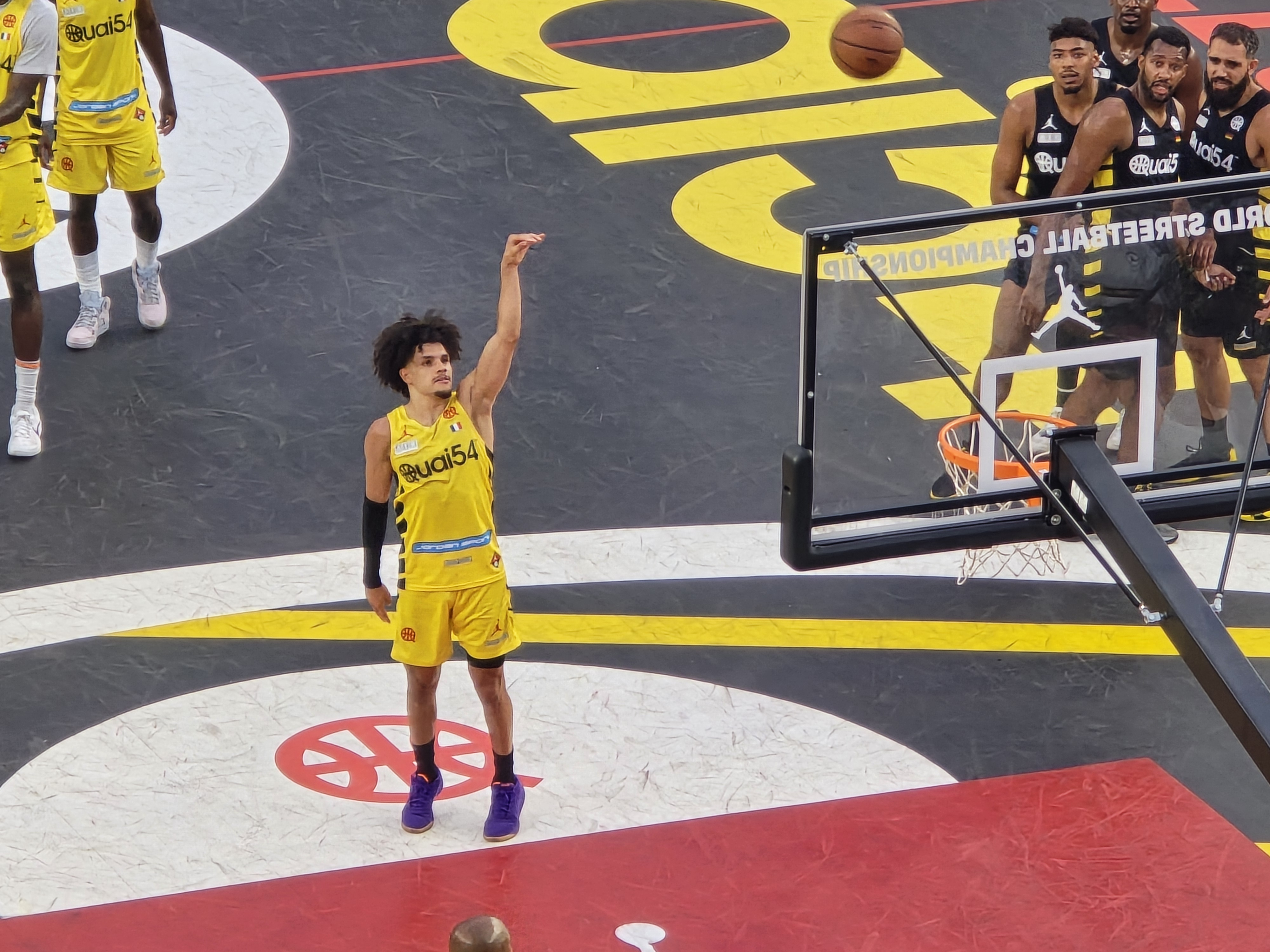
Nadir Hifi lors du Quai 54 2025.
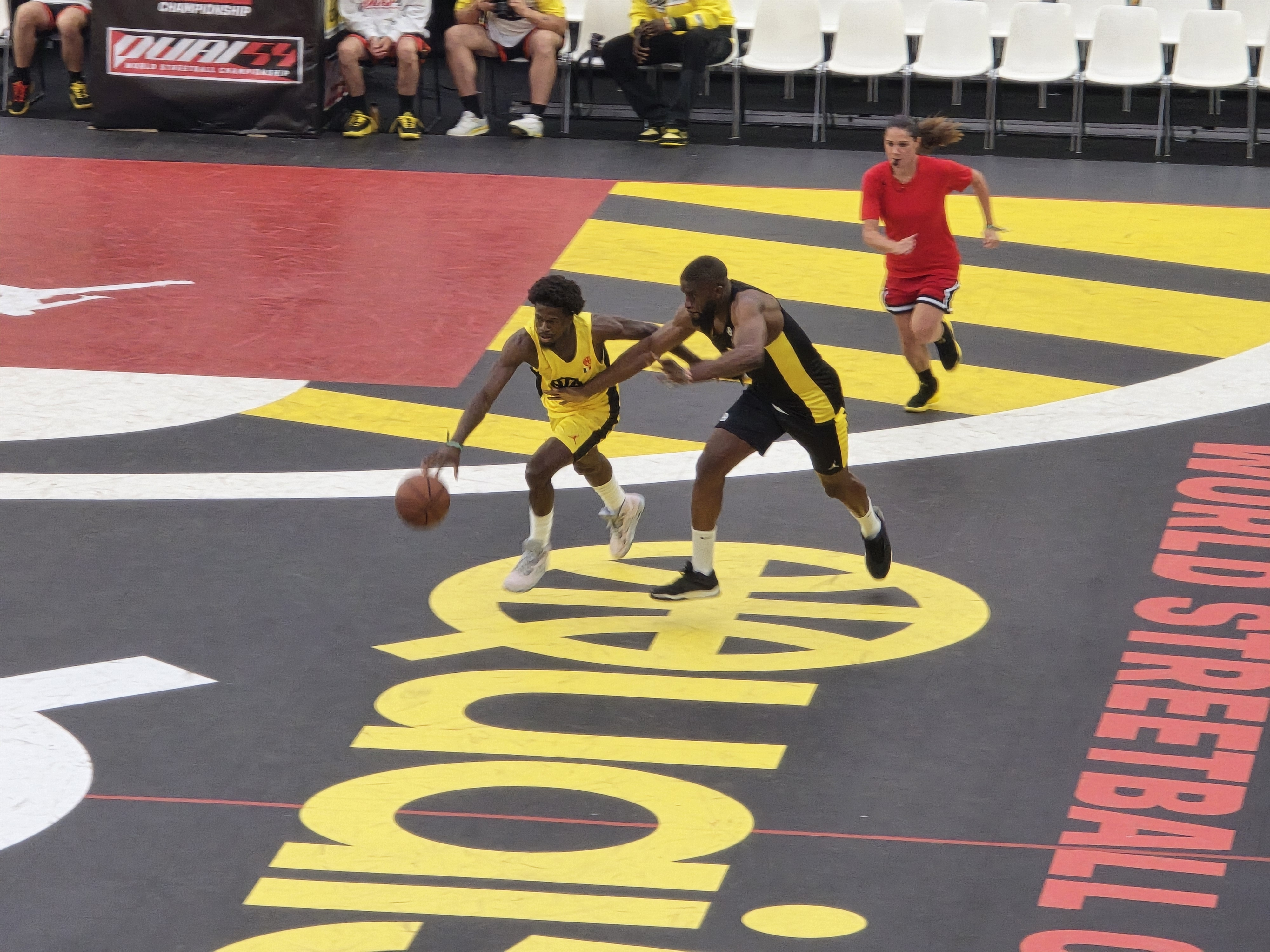
Sylvain Francisco lors du Quai 54 2025.
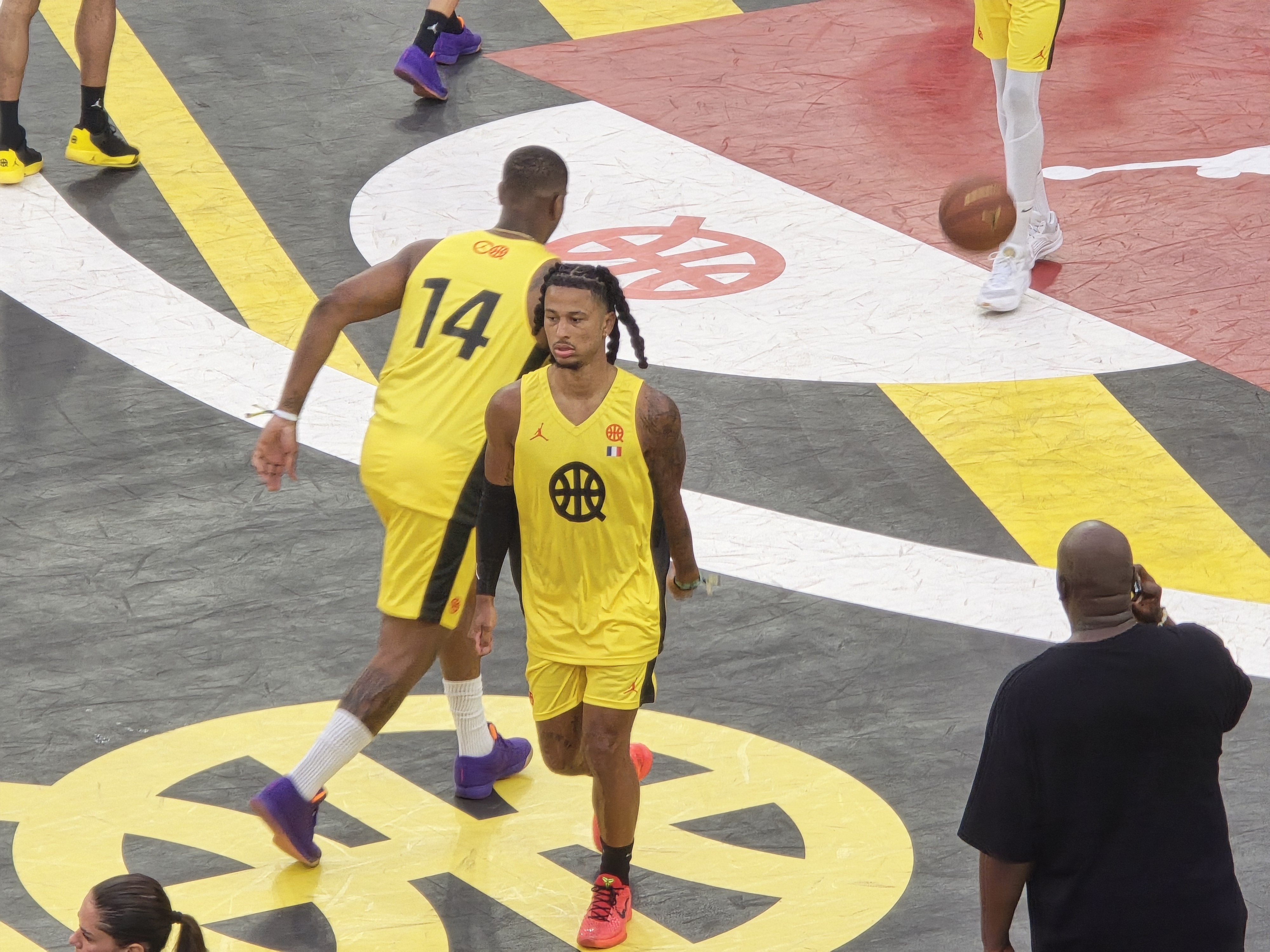
Matthew Strazel lors du Quai 54 2025.

## Performances artistiques
Le tournoi sert aussi de scène artistique. De nombreux chanteurs ou danseurs y donnent des représentations, généralement en fin de journée.
| Année | Artistes                                                              |
| ----- | --------------------------------------------------------------------- |
| 2025  | Rick Ross, Youssoupha, Singuila, Merveille, Didi B, Bamby et KeBlack. |

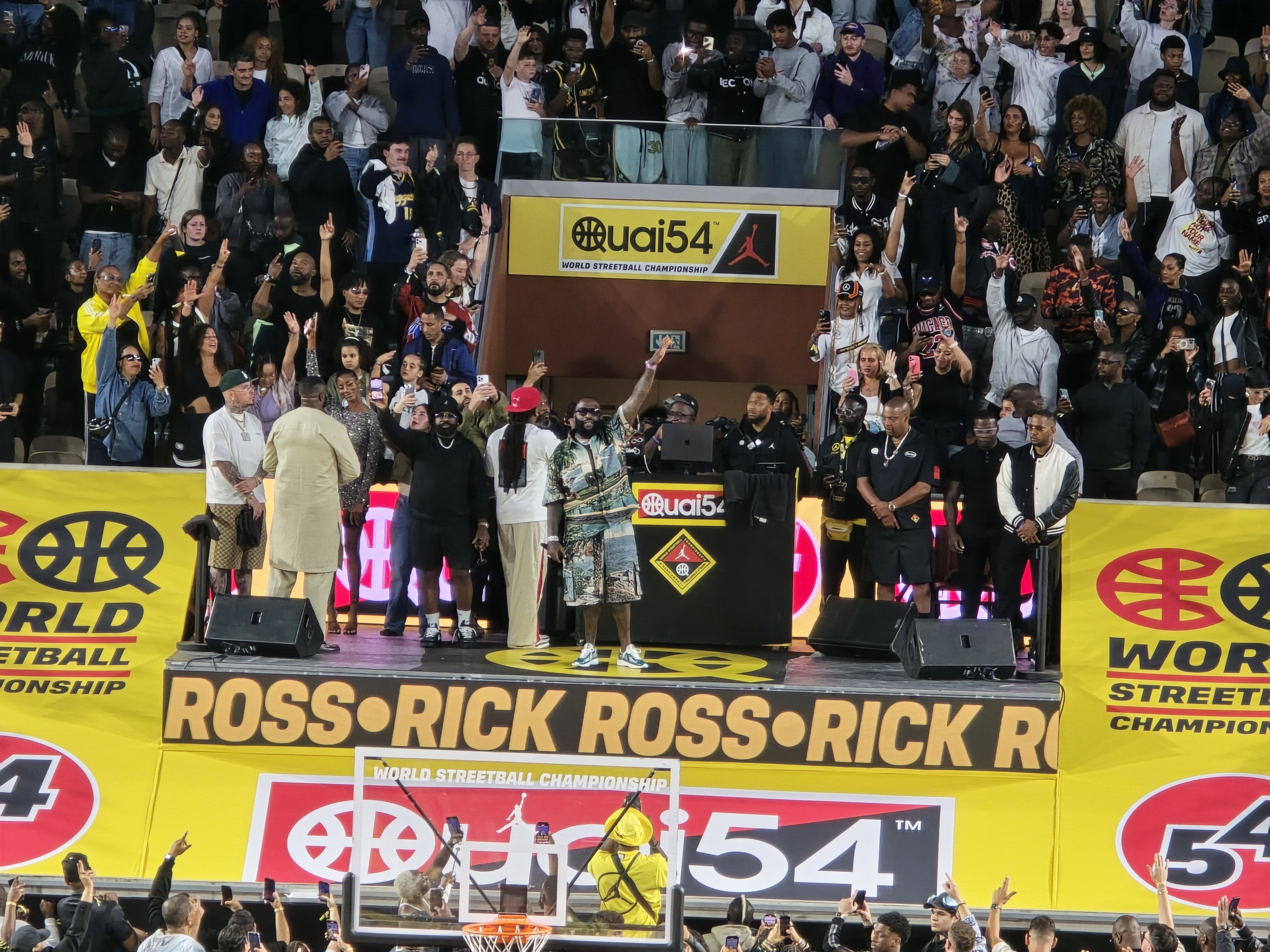
Rick Ross en représentation au Quai 54 2025.
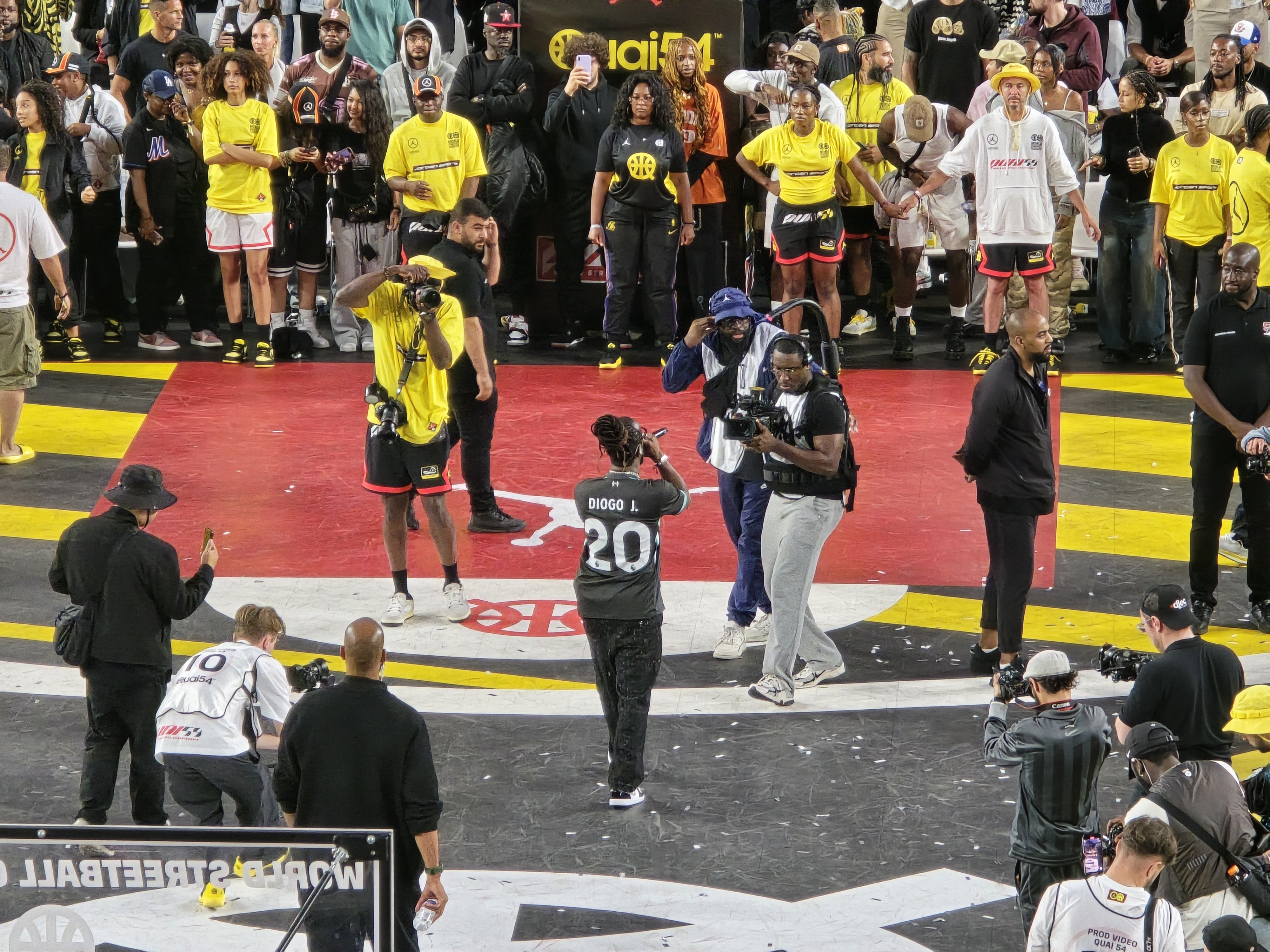
Youssoupha en représentation au Quai 54 2025.
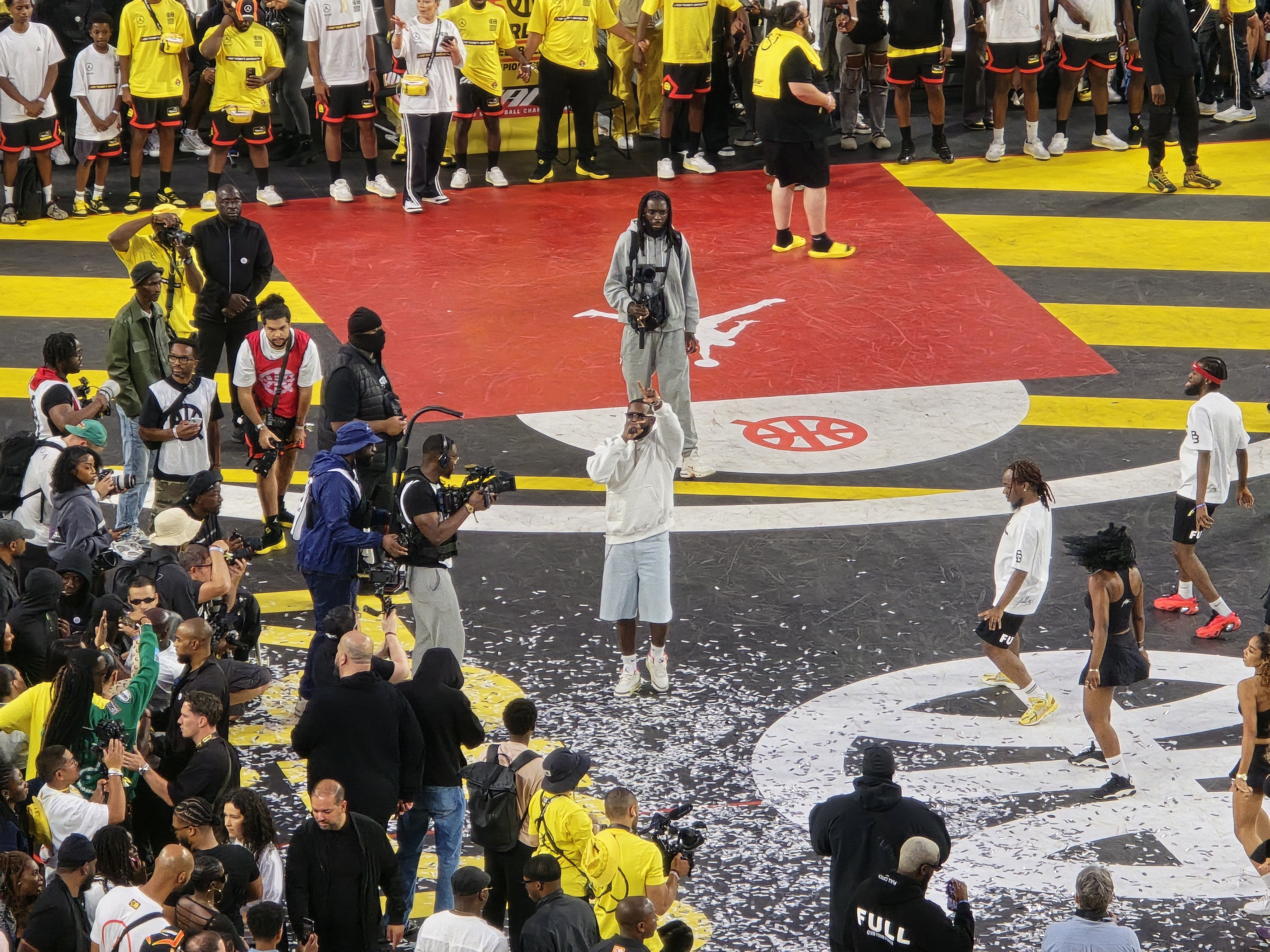
KeBlack en représentation au Quai 54 2025.